# Cryptothylax
Cryptothylax és un gènere de granotes de la família dels hiperòlids.

## Taxonomia
- Cryptothylax greshoffii (Schilthuis, 1889).
- Cryptothylax minutus (Laurent, 1976).